# Os grizzly de Califòrnia
L'os grizzly de Califòrnia (Ursus arctos californicus) és una subespècie o població extinta de grizzly, l'os bru nord-americà. "Grizzly" podria derivar de "gris", degut a les puntes del cabell daurades i grises d'aquests osos, o bé de la pronuncia "grisly" que significa horrible, que inspira por. En qualsevol cas, el naturalista George Ord va classificar formalment l'animal el 1815 –no pel seu pèl, sinó pel seu caràcter– com a Ursus horribilis ("ós terrorífic"). Genèticament, els ossos bruns nord-americans estan estretament relacionats entre ells. L'os grizzly de Califòrnia s'assemblava molt en mida i color a l'os Kodiak, de l'illa de la costa sud d'Alaska, essent especialment admirat a Califòrnia per la seva bellesa, grandària i força. El grizzly es va convertir en un símbol de l'anomenada República de la bandera de l'Os, l'intent de curta durada d'un grup de colons americans de separar-se de Mèxic el 1846. Més tard, aquesta bandera rebel va esdevenir la base de la bandera estatal de Califòrnia. Des d'aleshores, Califòrnia es coneix com l'"Estat de l'Os".

## Nomenclatura
Un investigador de 1953 va afirmar que "l'estatus específic dels ossos bruns nord-americans (o ossos grizzly) és un dels problemes més complexos de la taxonomia dels mamífers. La dificultat prové directament de l'obra de Merriam (1918), que va concloure que hi havia 86 tipus de grizzlies (i ossos bruns) a l'Amèrica del Nord".
Els ossos bruns nord-americans es van agrupar taxonòmicament en una espècie diferenciada fins que les proves d'ADN van revelar que pertanyien a la mateixa espècie que els altres ossos bruns. Els grizzlies que vivien a Califòrnia havien estat classificats per Merriam en moltes subespècies, però l'únic grup genèticament anòmal a Amèrica del Nord són els ossos de les illes ABC d'Alaska.

## Història i extinció

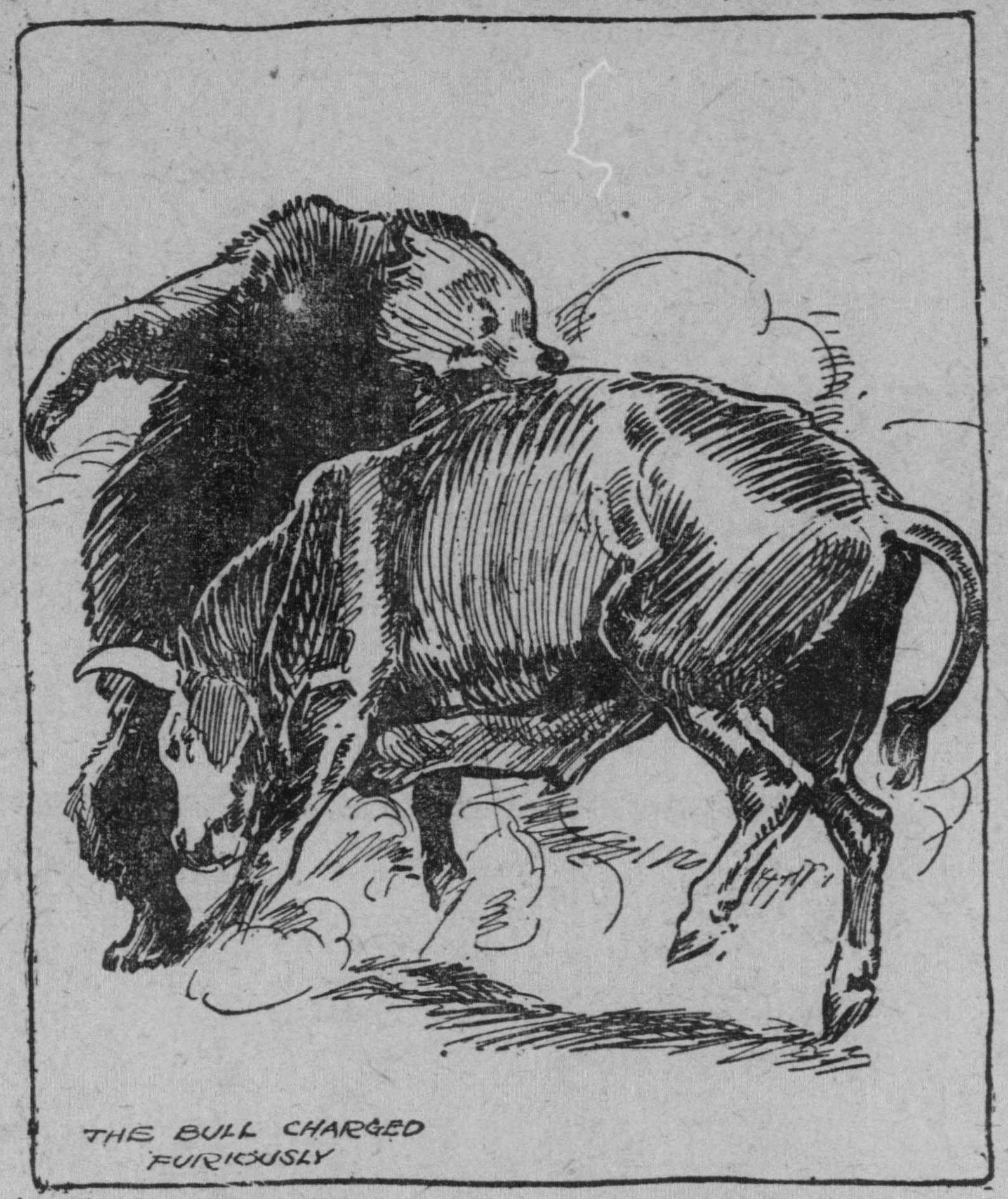
Il·lustració d'una lluita d'un os amb un brau de HM Stoops. Publicat a The San Francisco Call el 15 de gener de 1911.

Abans de l'assentament espanyol a la segona meitat de la dècada de 1700, s'estima que uns 10.000 ossos grizzly habitaven en el que és l'actual Califòrnia. Es creu que els ossos van viure a gairebé la totalitat de l'estat, excepte en els extrems més al sud-est i al nord-est. Els ossos menjaven una dieta diversa amb nutrients dels diversos climes de Califòrnia, que van des de fonts vegetals com herbes, llavors i baies, fins a fonts animals com cérvols, peixos i carronya, incloent-hi carcasses de balena varades a les platges.
Els primers encontres amb grizzlies registrats pels europeus a Califòrnia es troben en els diaris guardats per diversos membres de l'expedició de Portolà de 1769, la primera exploració terrestre europea del que ara és l'estat de Califòrnia. Diversos topònims que inclouen la paraula espanyola per os (oso) remunten els seus orígens a aquella primera expedició terrestre (per exemple Los Osos, actual comtat de San Luis Obispo). A mesura que la frontera establerta de la Nova Espanya es va estendre cap al nord, els colons van començar a poblar Califòrnia i a establir grans ramats de bestiar, esdevenint la principal activitat econòmica. El bestiar domesticat dels ramaders era una presa fàcil per als ossos grizzly que vagaven lliurement per tot l'estat. Al atacar i espantar els caps de bestiar, els grizzlies es van convertir en enemics dels ranxers. Els vaqueros caçaven els grizzlies. No sempre els mataven, però, sovint els capturaven i els lligaven per enfrontar-los posteriorment amb altres animals en batalles públiques.
Aquests esdeveniments de fustigació d'ossos es van propagar com a espectacles populars a Califòrnia al llarg del segle xix. Les lluites sagnants que enfrontaven els ossos amb braus sovint inspiraven les apostes sobre si guanyaria l'os o el toro.

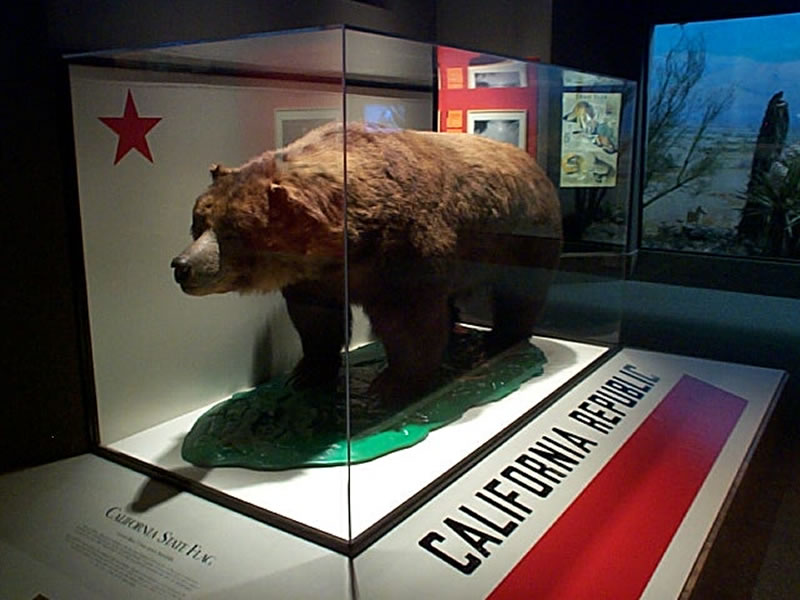
Monarch, un exemplar conservat, exposat a l'Acadèmia de les Ciències de Califòrnia.

El 1866 es va registrar un os grizzly que pesava 2,200 lliures (1,000 kg) a l'actual Valley Center, al comtat de San Diego. L'incident va ser recordat el 1932 per Catherine E. Lovett Smith i va ser l'os més gran que es va trobar a Califòrnia. Lovett Smith va ser testimoni de la mort de l'os al ranxo de la seva família quan tenia sis anys. (Altres fonts confirmen el seu relat sobre l'os, però difereixen quant a la seva mida exacta.) El seu relat sobre aquest os forma part de la història oral de “Bear Valley”, el nom original de Valley Center.
Menys de 75 anys després del descobriment d'or a Califòrnia, el 1848, gairebé tots els ossos grizzly havien estat perseguits i assassinats. Un prospector al sud de Califòrnia, William F. Holcomb (conegut com a "Grizzly Bill" Holcomb), era particularment famós per caçar ossos grizzly en el que avui és el comtat de San Bernardino. L'últim grizzly de Califòrnia caçat va ser afusellat al comtat de Tulare, l'agost de 1922, tot i que no se'n va guardar cap evidència material. Dos anys més tard, el 1924, es va produir l'últim albirament al parc nacional Sequoia. Després no es van tornar a veure mai més grizzlies a Califòrnia.
L'os bru de Califòrnia també apareix en el llibre infantil en català "Extints Arxivat 2020-10-12 a Wayback Machine.", de Lluc Riera i Jack Tite, que recull els casos d'espècies animals que s'han extingit darrerament a causa de l'activitat humana.

## Reintroducció
S'estima que Califòrnia encara té un hàbitat que podria mantenir uns 500 grizzlies El 2014, el Servei de Pesca i Vida Silvestre dels EUA va rebre i rebutjar una petició per reintroduir ossos grizzly a Califòrnia. El 2015, el Centre per a la Diversitat Biològica va llançar una petició dirigida a la legislatura estatal de Califòrnia per reintroduir l'os grizzly a l'estat. L'os grizzly de Califòrnia ha estat considerat com un possible candidat als intents de des-extinció, mitjançant l'ús de selecció artificial (back breeding), clonació i enginyeria genètica per recrear espècies extingides.

## Simbolisme

Bandera de Califòrnia

L'os grizzly de Califòrnia és un dels símbols més visibles i perdurables d'aquest estat, adornant tant la seva bandera com el seu segell. La bandera de l'os va onejar per primera vegada el 1846 com a símbol de la breu República de Califòrnia. Una segona versió va ser adoptada com a bandera oficial de l'estat el 1911. El símbol de l'os es va convertir en un element permanent del segell estatal el 1849 i va ser designat l'animal oficial de l'estat el 1953. L'os també està present com a apel·latiu i com a mascota dels equips esportius de la Universitat de Califòrnia a Berkeley (els golden Bears de Califòrnia) i de la Universitat de Califòrnia, Los Angeles (els UCLA Bruins), bé com de la mascota de la Universitat de Califòrnia, Riverside (l'Os Scottie). L'Acadèmia Marítima de Califòrnia opera un vaixell de formació anomenat Golden Bear (Os daurat) .